# Ю Гихын
Ю Гихын (кор. 유기흥; род. 1947) — южнокорейский футболист и футбольный тренер.

## Биография
Ю представлял Южную Корею как игрок в отборочном турнире чемпионата мира 1974 года.
Впоследствии Ю стал футбольным тренером. Он начал с команд Высшей школы Кодже (1981—1987) и Инчхонского университета (1989—1997).
Позже Ю вышел на национальный уровень, став помощником тренера сборной Кореи в 1993 году, на время отборочного турнира чемпионата мира 1994. Однако на время финальной стадии турнира должность досталась Хо Джон Му, хотя, по-видимому, Ю остался членом тренерского штаба.
После мундиаля 1994 года он возглавлял женскую сборную Южной Кореи (1999—2001), в 2002 году тренировал сборную Бутана, а годом позже — Непала, он также тренировал различные непальские молодёжные команды. 21 декабря 2007 года было объявлено, что Ю был нанят на должность тренера сборной Камбоджи. Это назначение, как сообщается, прошло в рамках спонсорского соглашения с корейской технологической компанией на сумму $ 205 тыс. в год, половина которой составляла зарплату Ю.
В 2014 году тренировал клуб корейского третьего дивизиона «Сеул Новон Юнайтед», но по завершении сезона подал в отставку так как его команда заняла 14-е место из 18 команд-участниц. 